# Il sentiero solitario

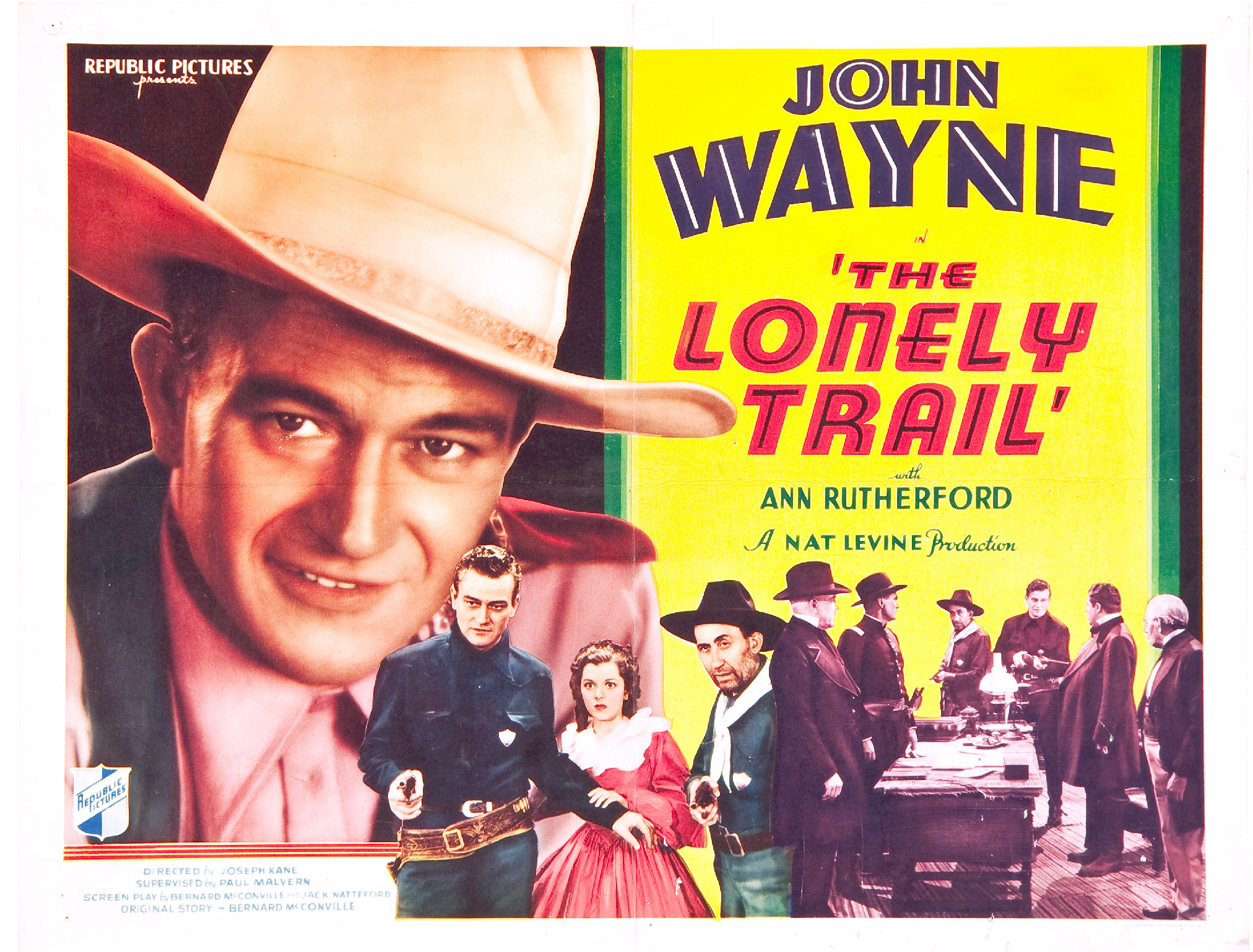
Poster pubblicitario del film

Il sentiero solitario (The Lonely Trail) è un film western del 1936 diretto da Joseph Kane con John Wayne.

## Trama
Alla fine della guerra di secessione il Texas si trova sotto il controllo di amministratori nordisti senza scrupoli, che utilizzano le milizie a loro disposizione per terrorizzare la popolazione e trarre profitto dalla situazione. Il capitano John Ashley, pur essendo texano, ha scelto di combattere per i nordisti durante la guerra civile, guadagnandosi l'ostilità di molti suoi concittadini e della sua ex fidanzata Virginia Terry che lo ritiene un traditore. Insieme al suo amico Jed Calicutt decide di arruolarsi nella milizia comandata dal generale nordista Benedict Holden, pensando di avere, nella condizione di infiltrato, maggiori possibilità per aiutare i suoi concittadini a contrastare l'oppressione. Ashley e Calicutt vengono però scoperti ed imprigionati, dopo aver evitato che Dick Terry, fratello di Virginia, fosse assassinato dalla milizia di Holden. Quest'ultimo dà ordine di favorire la loro evasione per giustificarne l'uccisione in quanto fuggiaschi. La sera stessa però il generale Holden riceve una ispezione da parte del Governatore del Texas che intende riportare la legalità nel territorio. Gli evasi irrompono nell'ufficio e illustrano al Governatore le malefatte di Holden. Insieme al suo assistente, il capitano Hays, Holden tenta la fuga, uscendo allo scoperto nel cortile del fortino. Nell'oscurità i due vengono scambiati per Ashley e Calicutt e vengono giustiziati dalla loro stessa milizia.

## Produzione
Il film, diretto da Joseph Kane su una sceneggiatura di Bernard McConville e Jack Natteford con il soggetto dello stesso McConville, fu prodotto da Nat Levine per la Republic Pictures.

## Distribuzione
Il film fu distribuito con il titolo The Lonely Trail negli Stati Uniti dal 25 maggio 1936 al cinema dalla Republic Pictures.
Alcune delle uscite internazionali sono state:
- nel Regno Unito nell'aprile del 1937
- in Portogallo il 31 maggio 1937 (A Pista Abandonada)
- in Brasile (A Trilha Solitária)
- in Germania (Wie vom Winde verweht)
- in Italia (Il sentiero solitario)

## Remake
Nel 1941 ne è stato prodotto un remake, West of Cimarron.